# Голиков, Алексей Петрович
Алексе́й Петро́вич Го́ликов (17 июля 1921, Батайск, Донская область, РСФСР — 24 января 2017, Москва, Российская Федерация) — советский и российский медик-клиницист, специалист в области неотложной терапии и кардиологии, академик РАН, заслуженный деятель науки РСФСР.

## Биография
В 1940 году окончил среднюю школу с золотой медалью и поступил в Военно-морскую медицинскую академию в Ленинграде. Учёба в академии с начала и до конца Великой Отечественной войны прерывалась участием во фронтовых операциях, награждён государственными наградами. В этих сложных условиях активно работал в научном кружке при кафедре факультетской терапии, который возглавлял профессор А. Л. Мясников.
В 1947 году окончил академию и курсы повышения квалификации по терапии при Архангельском медицинском институте, был направлен в качестве врача-терапевта в базовый лазарет Новоземельского военно-морского гарнизона. Там провёл первые самостоятельные научные исследования по изучению артериального давления у матросов, прослуживших на Новой Земле от одного до четырёх лет.
В 1949 году был переведён в Ленинград на должность старшего ординатора одной из ведущих терапевтических клиник страны — в клинику факультетской терапии Военно-морской медицинской академии, возглавляемую профессором А. Л. Мясниковым.
В 1952 году был рекомендован профессорами А. Л. Мясниковым, А. А. Нечаевым, З. М. Волынским на должность заместителя начальника кафедры факультетской терапии по лечебной работе. Материалы по изучению артериального давления у жителей Новой Земли по рекомендации А. Л. Мясникова были оформлены в кандидатскую диссертацию, которая вскоре была успешно защищена. По материалам диссертации был опубликован ряд статей, посвящённых профилактике гипертонической болезни у военнослужащих срочной службы, прибывающих из южных регионов и средней полосы России на Новую Землю.
В 1954 году переведён на преподавательскую работу. В процессе работы в терапевтических клиниках Военно-морской медицинской и Военно-медицинской академий прошёл путь от ассистента до профессора.
В 1970 году — начало московского этапа научной и преподавательской деятельности, был утверждён руководителем клиники неотложной терапии 4-го Главного управления при Минздраве СССР, а с 1971 года возглавил отдел острых терапевтических заболеваний НИИ скорой помощи имени Н. В. Склифосовского, где в дальнейшем им был создан центр неотложных состояний по терапии и кардиологии.
В 1984 году был избран членом-корреспондентом АМН СССР, в 1991 году — академиком АМН СССР. В 2013 году стал академиком РАН (в рамках присоединения РАМН к РАН).
Похоронен рядом с супругой на Троекуровском кладбище (участок 4) .

## Научная и общественная деятельность
Вёл научную работу, посвящённую проблемам артериальной гипертонии, ревматизма, артеросклероза, кардиологии.
В период работы в Ленинграде важным направлением его научных исследований продолжает оставаться артериальная гипертония. Активно участвовал в изучении распространения артериальной гипертонии среди жителей Ленинграда в разных возрастных группах, среди работников ликёро-водочного завода, табачных фабрик, пивоваренных заводов, в которых был установлен высокий процент артериальной гипертонии. В результате исследований выработаны рекомендации, направленные на профилактику и лечение артериальной гипертонии у рабочих предприятий.
С 1956 по 1966 годы вёл научную работу, посвящённую проблеме ревматизма. Проводились длительные динамические наблюдения (до 10 лет) за состоянием сердечно-сосудистой системы (клапанного аппарата сердца) после стационарного лечения с проведением профилактических противорецидивных курсов терапии в осенне-зимний период, что в два раза уменьшило поражение клапанного аппарата сердца.
С 1957 по 1967 год проведены фундаментальные исследования по проблеме атеросклероза. Он первым в стране проводил клинико-экспериментальные исследования с использованием радионуклидов, при этом для метки эндогенно синтезированного холестерина использовал ацетат натрия, а в качестве экзогенного холестерина применил впервые синтезированный в Ленинграде меченый 4-С14 холестерин. В результате по разработанной им методике на группах здоровых животных и кроликах с экспериментальным атеросклерозом были получены достоверные данные о роли экзогенного и эндогенного холестерина в формировании атеросклеротических бляшек в аорте и коронарных сосудах. На основании проведённых исследований автором разработана модель по фармакологической апробации лекарственных препаратов при атеросклерозе. В 1968 году по материалам проведённых исследований была успешно защищена докторская диссертация «О нарушениях липопротеидного и холестеринового обмена при атеросклерозе и пути профилактики».
Последние 30 лет посвятил изучению неотложных состояний в кардиологии. В результате были установлены общие закономерности нейрогуморальных нарушений в неотложной кардиологии как проявления стресса. По степени выраженности нейрогуморальных нарушений представлялась возможность дать оценку тяжести и прогноза заболевания. В дальнейшем объём исследований был расширен с использованием высокоинформативных клинико-биохимических, инструментальных и радиоизотопных методов исследования, что позволило изучить вопросы патогенеза, диагностики и терапии неотложных состояний и проводить дифференцированную терапию.
Разработал и усовершенствовал экспресс-методы диагностики и контроля терапии неотложных состояний в кардиологии на догоспитальном этапе и в условиях кардиореанимационных отделений и блоков интенсивной терапии стационаров, комплексный подход к изучению инфаркта миокарда от начальных клинических проявлений до терминального состояния с оценкой нейрогуморальных, метаболических, гемодинамических нарушений, размеров очага поражения миокарда и состояния коронарного русла. Он предложил оригинальные методы этапности лечения больных от купирования болевого синдрома до практического выздоровления.
Совместно с коллегами разработал диагностику истинных и ложных аневризм сердца, внутрисердечных тромбов, надрывов и разрывов сердца с использованием неинвазивного метода — эхокардиографии. Усовершенствовал диагностику кардиогенного шока при разрыве сердца. Одним из первых изучил нарушения функции внешнего дыхания при неотложных состояниях с использованием функционально-диагностического комплекса исследований и разработал методы его коррекции. Своими клиническими исследованиями он опередил патофизиологов по изучению нарушений функции дыхания при остром инфаркте миокарда. Материалы исследований обобщены в монографию «Дыхательная недостаточность в неотложной кардиологии».
С группой сотрудников им проведены фундаментальные исследования по использованию тромболитических препаратов по лечению инфаркта миокарда. Одним из первых он провёл клинические наблюдения по применению отечественного тромболитического препарата при инфаркте миокарда стрептодеказы. Впервые применил стрептодеказу с бета-блокаторами в острой фазе инфаркта миокарда и разработал рекомендации для внедрения в практику. Изучал реперфузионный синдром при тромболитической терапии инфаркта миокарда и разработал методы профилактики. Он обосновал применение антиоксидантов для ограничения зоны некроза при инфаркте миокарда.
На материале Москвы провёл уникальный научный анализ 14 250 летальных исходов в остром периоде инфаркта миокарда у лиц до 95 лет и разработал рекомендации по их снижению. С использованием комплекса методик изучил болевой синдром в неотложной кардиологии и обосновал дифференцированные методы обезболивания. Научно обосновал использование для обезболивания при инфаркте миокарда нейролептанальгезии и электроанальгезии. Материалы по обезболиванию представлены в монографии «Обезболивание при инфаркте миокарда».
Под научным руководством А. П. Голикова и с его личным участием изучено поражение сердца при травматической болезни. Выработаны показания для проведения гипербарической оксигенации при аритмиях сердца. Изучены особенности клиники и лечения инфаркта миокарда при хирургических заболеваниях. Впервые выполнены клинико-экспериментальные исследования по сезонным биоритмам при сердечно-сосудистых заболеваниях и разработаны методы их фармакологической регуляции. Эти исследования обобщены в монографии «Сезонные биоритмы в норме и патологии».
В научных исследованиях большой объём занимают гипертонические кризы. На протяжении последних 25 лет разработана классификация, клинические особенности и дифференциальные методы лечения на догоспитальном этапе и в стационарах неосложнённых и осложнённых кризов.
Совместно с сотрудниками Института медико-биологических проблем Минздрава СССР проводил работу по изучению экстремальных воздействий на человека при разных сроках гипокинезии (от 5 до 49 суток) с последующей реабилитацией до полного восстановления функционального состояния жизненно важных систем организма. Изучено влияние регионарного обезболивания в условиях невесомости на центральную гемодинамику и внешнее дыхание. Проведённые исследования имеют большое значение для профилактики неотложных сердечно-сосудистых синдромов у космонавтов.
По его инициативе были проведены реконструкция и переоснащение Центра неотложной кардиологии. По отзывам иностранных и российских кардиологов он отвечает мировым стандартам как по проведению научных исследований, так и по качеству диагностики и лечения больных с острыми проявлениями ИБС. Отдел включён в число кардиологических центров для проведения международных исследований.
Автор более 500 работ, в том числе в международных журналах, изданы шесть справочников и 60 методических рекомендаций. Под его руководством было защищено 14 докторских и 61 кандидатская диссертация.
С момента создания в 1993 году Российского научного медицинского общества терапевтов многие годы был его первым президентом, а также членом редколлегий ряда медицинских журналов.
С 1950 по 1970 годы активно участвовал в работе оргкомитетов по проведению городских, республиканских и международных медицинских форумов. Неоднократно избирался ответственным секретарём и заместителем председателя оргкомитетов международных форумов по кардиологии, проходивших в Ленинграде.
Более десяти лет на общественных началах успешно выполнял обязанности ведущего терапевта Московского района и заместителя главного терапевта Ленинграда.
Участвовал в работе ряда общественных научных объединений: академик Российской академии естественных наук (1990), академик Евро-Азиатской медицинской академии (1994), академик Российской академии медико-технических наук (1995), академик Международной академии наук (1995), почётный член Американского общества интернистов (1996).

## Наиболее значимые публикации
- «Атеросклероз и его лечение» (1971)
- «Сезонные биоритмы в норме и патологии» (1972)
- «Дыхательная недостаточность в неотложной кардиологии» (1981)
- «Болезни сердца» (1982)
- «Обезболивание острого инфаркта миокарда» (1986)
- «Основы организации экстренной специализированной медицинской помощи» (1986)
- «Актуальные вопросы диагностики и лечения в неотложной кардиологии» (1990)
- «Неотложная кардиология на догоспитальном этапе» (2001)

## Семья
- Отец — Голиков Пётр Тимофеевич (1898—1980)
- Мать — Голикова Екатерина Андреевна (1896—1976)
- Супруга — Голикова Мария Николаевна (1920—1998)
- Дочь — Голикова Анна Алексеевна (1954 г. рожд.).

## Награды и звания
- Два ордена Отечественной войны II степени[1],
- Орден Красной Звезды
- Орден «Знак Почёта»
- Медаль «За победу над Германией в Великой Отечественной войне 1941—1945 гг.» (1945)[2]
- Медаль «За оборону Ленинграда»
- Премия Совета Министров СССР
- Заслуженный деятель науки РСФСР (1979)
- Премия мэра Москвы (1997)
- Премия имени А. Н. Косыгина (1999)
- Премия имени А. Л. Мясникова (2001)
- Премия имени Г. Ф. Ланга (1981)
- Золотая медаль имени И. П. Павлова (1999)список награждённых[уточнить]